# Against All Will
Against All Will és un grup de música rock de Los Angeles, Califòrnia, Estats Units que van crear el seu primer àlbum A Rhyme & Reason l'hivern de 2009 amb Jimmy Allen (anteriorment de Puddle of Mudd), Jeff Current (anteriorment de Seven Story Drop), Steve "Boomstick" Wilson (anteriorment de Dead Kennedys i T.A.T.u.), i Cello Dias (anteriorment de Soulfly). Les cançons All About You i The Drug I Need es van classificar en el top 50 de les ràdios de rock nacional nord-americà l'any 2010, mentre The Drug I Need es va afegir a Sirius XM Octane, les millors 15 aquel mateix any. El març de 2011, Phillip Gonyea reemplaçà Wilson a la bateria.